# Can't help myself
Can't help myself is een lied dat Iva Davies schreef voor het album Icehouse van Flowers, dat ruimschoots na de single-uitgave verscheen. 
Het lied werd de debuutsingle van de band uit de zomer van 1980, die toen alleen in Australië en Nieuw-Zeeland werd uitgegeven door Regular Records. Toen de band via Chrysalis Records een internationale loopbaan probeerde op te zetten, moest ze haar naam wijzigen en gingen ze verder als Icehouse. In Australië gooide het nummer hoge ogen in de hitparade; het haalde er een tiende plaats, vergezeld door een 10”-versie. Zowel single als album leken Nederland geruisloos te passeren totdat Frits Spits het begon te draaien. Het haalde in twee weken tijd een 49e en 42e plaats in de Nationale Hitparade (top 50) en de tipparade van de Nederlandse Top 40 om vervolgens weer van het toneel te verdwijnen.